# Vallées d'Uottakh-sulus
Uottakh-sulus Valles
Les vallées d'Uottakh-sulus (désignation internationale : Uottakh-sulus Valles) est un ensemble de vallées situé sur Vénus dans le quadrangle d'Ulfrun Regio. Il a été nommé en référence au nom Sakha de la planète Vénus.